# Hryhoriwka (rejon białocerkiewski)
Hryhoriwka (ukr. Григорівка) – wieś na Ukrainie, w obwodzie kijowskim, w rejonie białocerkiewskim. W 2001 roku liczyła ok. 3,7 tys. mieszkańców.

## Dwór
Przy ul. Makarenki znajduje się dwór wybudowany pod koniec XIX wieku, własność Romana Sanguszki. Dawniej posiadał portyk z kolumnami. Obecnie dom mieszkalny.